# Göteborgs magistrats rådmanslängd
Göteborgs magistrats rådmanslängd utgör en inte helt komplett, kronologisk uppställning av medlemmarna i Göteborgs magistrat.

## Rådmanslängd

### Burggrevar
- Jacob van Dijck, kunglig kommissarie från november 1621 till 1626, då han blev stadens första burggreve.[1] Död 1631.
- Peder Eriksson Rosensköld, 1636—1640 då han även var justitiepresident.
- Daniel Lange, 1640. Död 1653.
- Harald Appelbom, 1653. Ministerresident i Haag 1657.
- Israel Johannis Noræus, adlad Norfelt, 1664. Död 1677.
- Gerard von Lengercken, adlad Leijoncrantz, 1677. Död 1684. Ämbetet drogs in 1683, men återupplivades 1716.
- Hans von Gerdes, till 1719, då denna värdighet upphävdes.

### Politie- och byggnadspresidenter
- Nils Börjesson, president 1624, avsked 1636. Död 1655.
- Antonius Knip, 1636—1642.
- Israel Johannis Noræus, 1642.
- Magnus Palumbus Gripenklow, 1664. Död 1676.
- Alexander Cock, 1676, lagman i Bohuslän 1680. Död 1712. Ämbetet drogs in till 1716, då:
- Jakob Maule, död 1718, utnämndes. Han efterträddes 1718 av den sista politie- och byggnadspresidenten:
- Jean Rambeau, förut politie- och byggnadspresident, åter rådman 1719. Död 1737.

### Justitiepresidenter och borgmästare
- Jacob Hufnagel, justitiepresident 1624.
- Jacob Höljer, justitiepresident 1630-1633.
- Peder Eriksson Rosensköld, justitiepresident 1636—1650; kallas 1636—1640 "burggreve och president."
- Gerard von Lengercken, president 1653, burggreve 1677.
- Johan Macklier, president 1677–1695, justitieborgmästare 1695. Död 1696.
- Anders Spalding, justitieborgmästare 1696. Död 1698.
- Gerard Braunjohan, justitieborgmästare 1698. Död 1702.
- Wilhelm de Silentz, justitieborgmästare 1703, justitiepresident 1716. Död 1719.

### Commerciepresidenter och borgmästare
- Jacob Mikael Wernle, president 1624.
- Rosier von Ackern, president 1630-1639. Död 1646.
- Peder Kanutius Bäfverfelt, president 1639–1650.
- Lars Broman, president 1650, burggreve i Malmö 1658. Död 1667.
- Hans Spalding, president 1658. Död 1667.
- Abraham van Eyck, president 1668. Död 1677.
- Gabriel Spalding, president 1678—1683, kommercieborgmästare 1683. Död 1687.
- Hans von Gerdes, kommercieborgmästare 1687, burggreve 1716.
- Wilhelm von Utfall, kommerciepresident 1716.

### Rådmän eller "Rådsherrar"
- Jacob Svensson, 1638—1640.
- Jacob van der Hagen, 1638, tog avsked 1648.
- Johan Amija, 1639.
- Johan Braun, 1639. Död 1652.
- Antony Ghorey, 1639. Död 1646.
- Hans Macklier, 1639-1650. Död 1666.
- Erik Siggeson, 1640. Död 1648.
- Hans Spalding, 1639, kommerciepresident 1658.
- Sven Bengtsson, 1639. Död 1671.
- Timon Roloffson van Schoting, 1640. Namnet skrivs även von Schoting.
- Cornelius Kyllman, 1639. Namnet skrivs även Kuylman des Jaevs.
- Anders Amundson, 1639. Död 1675.
- Arved Gudmundsson, 1640. Död 1675.
- Wedich Dellinghausen, 1646. Död 1657.
- Jurgen von Lengercken, 1647—1651. Död 1655.
- Claudius Gloodt, 1644-1655. Sekreterare 1638.
- Hindrich Eilking, 1648. Död 1650.
- Benedictus Fistulator, 1648. Död 1651.
- Herman Schmidt, stadssekreterare 1650—1652, rådman 1653. Död 1667.
- Jacob Merser, 1652—1656.
- Martin Dreijer, 1653. Död 1657.
- Nils Carstensson, 1655—1657.
- Peder Haraldsson Biedar (Beider), 1656—1672.
- Olrich Steinkamp, 1657. Död 1676.
- Hans Jurgensson, 1657. Död 1663.
- Johan Elers, 1657. Död 1663.
- Erik Gunnarsson Sethelius, 1659. Död 1683.
- Hans Krakow, 1659. Död 1671.
- Jörgen Hindriksson, 1659—1676.
- Bartold Dellinghausen, 1664. Död 1682.
- Paul Rocke (Rokes), 1664. Död 1684.
- Torbernus Andersson Berling, 1665. Död 1684.
- Erik Sethelius, 1668—1669. Troligen densamma som ovan.
- Johannes Petreij, 1668. Död 1690.
- Olaus Östring, 1670. Död 1682; tidigare stadsläkare.
- Jacob von Ackern, 1671. Död 1691; tidigare stadsbokhållare.
- Christian Schotte, 1672. Död 1704.
- Anders Svensson (Borgström), 1675. Död 1702.
- Cornelius Braun, 1675. Död samma år.
- Gerhard Braunjohan, 1677—1698. Justitieborgmästare 1698.
- Johan Rising, 1677. År 1684 visste man ej "hvar han sig i några år uppehållit."
- Anders Hindriksson, 1677. Död 1687.
- Frans Cock, 1682. Död 1692.
- Laurentius Bööker, 1683—1695; tidigare sekreterare.
- Sveno Areel, 1683. Död 1697; tidigare notarie.
- Jacob Herwegh, 1684. Död 1690.
- Olof Simonsson, 1685—1697.
- Håkan Ekman, 1685. Syndikus 1716. Justitieborgmästare 1719 efter Wilhelm de Silentz.
- Henrik Braunjohan, 1688. Död 1696.
- Volrat Tham, 1691. Död 1700
- David Amija, 1691. Död 1706.
- Henrik Eilking, 1692. Död 1702.
- Jacob Uthfall, 1693. Död 1709.
- Magnus Melander, 1698—1706. Borgmästare i Borås. Död 1724.
- Johan Beckman, 1698. Död 1716.
- Jacob Wadst, 1699. Preses i kämnärsrätten 1716. Lagman i Småland 1718.
- Nils (Sahlgren) Persson, 1701. Död 1703.
- Cornelius Thorsson, förut justitieäldste, åter rådman 1719, justitieborgmästare 1731. Död 1737.
- Abraham Bruhn, rådman 1711. Död 1741.
- Gerhard von Oeltken, 1712, avsatt 1716, åter tillsatt 1719. Död 1722.
- Kilian Schwartz, 1716. Död 1745.
- Anders Aurell, 1716. Död 1723.
- Olof Hæger, 1716. Död 1735.
- Johan Swedmark 1716, justitieborgmästare 1737. Död 1742.
- Hans Andersson, 1718. Död 1725.
- Johan Paulin, 1718, justitieborgmästare 1742. Död 1745.
- Jakob Bratt, 1718. Död 1749.
- Friedrich Krantz, 1724. Död 1735.
- Hans Coopman, 1725. Död 1748.
- Magnus Gustaf Kling, 1731. Död 1745.
- Anders Busck, 1735, handelsborgmästare 1748, justitieborgmästare 1750. Död 1782.
- Lorens Bagge, 1736. Död 1742.
- Sigbrand Rosenbusck, 1737. Död 1742.
- Johan Ahlström, 1737. Död 1755.
- Petter Silvander, 1741. Död 1750.
- Petter Jernstedt, 1742. Död 1769.
- Johan Mellenberg, 1742. Död 1767.
- Petter Coopman, 1743. Död 1786.
- Jean Olbers, 1742. Död 1755.
- Daniel Pettersson 1746, handels- och politieborgmästare 1765, avsked 1796.
- Sven Wengren, rådman 1746, avsked från ämbetet samma år.
- Marcus Simming, 1747, avsked från ämbetet 1765.
- Niklas Sandberg, 1748. Död 1753.
- Lorens Tanggren, 1749, handelsborgmästare 1755. Död 1763.
- Daniel Eneroth, 1749. Död 1762.
- Lorens Ekman, 1753. Död 1765.
- Per Thorsson, 1755. Död 1759.
- Petter Aurell, 1756. Död 1768.
- Andreas Damm, 1760. Död 1764.
- Lars Bratt, 1759. Död 1784.
- Anders Majgren, 1763. Död 1786.
- Karl Gustaf Brusewitz, 1764, justitieborgmästare 1782. Död 1800.
- Karl Habicht, 1765. Död 1791.
- Wilhelm Swedmark, 1765. Död 1768.
- Erik Kullman, 1768. Död 1769.
- Daniel Klint, 1769. Död 1774.
- Jakob Pettersson, 1770. Död 1810.
- Christ. Lund, 1771. Död 1794.
- Krist. Cedergren, 1773—1780.
- Olof Westman, 1774—1794.
- Hans Busck, 1776, handels- och pol. borgmästare 1801—1822.
- Fredrik Johan Kall, 1780—1825.
- Erik Christoffersson, 1782—1801.
- Anders Petter Ekebom, 1783—1803.
- Hans Edvard Pettersson, 1785—1822.
- Sven Schale, 1786—1794.
- Karl Lamberg, 1792—1797.
- Erik G. Fontin, 1794.
- Nils Hammarberg, 1795—1841.
- Jakob Swahn, 1795—1801.
- Johan Scheur, 1797—1806.
- Anders Kenlock, 1797—1816
- Johan Minten, 1802—1824.
- Erik Elias Brusewitz, 1802, magistratssekreterare 1806, just. borgmästare 1810—1846.
- Michael B. Nolleroth, 1804—1834.
- Kristofer B. Almroth, 1804—1806.
- Johan Göran Darin, 1806—1812.
- Arvid Wallerius, 1808—1828.